# イドリヤ
イドリヤ(Idrija)はスロベニアの市。水銀鉱山と織物で知られる。市はユネスコ世界ジオパークにも指定されている。
オーストリア統治下のころはイドリア(Idria)と呼ばれていた。1497年に水銀が発見され、1580年に政府が鉱業生産を始めた。
この鉱山は伝説によると、500年前に田舎に住むバケツ職人が少量の水銀を発見したことに始まる。
イドリヤは、水銀が液体と硫化水銀の両方の状態で産出する世界でも数少ない場所のひとつである。
現在、アントニウスの中心坑道と呼ばれる坑道の上層部が観光用に使われており、さまざまな時代の鉱山労働者の等身大模型が展示されている。地下400メートルにある下層部は現在採掘されていない。